# Permeabilitate magnetică
În electromagnetism, permeabilitatea este gradul de magnetizare a unui material care reacționează linear, când este străbătut de un câmp magnetic. Permeabilitatea magnetică este de obicei reprezentată de litera greacă, μ. Termenul a fost folosit pentru prima dată în septembrie, 1885 de către Oliver Heaviside.
În Sistemul Internațional, permeabilitatea este măsurată în henry pe metru (H m-1), sau în Newton supra amper pătrat(N A-2). Valoarea constantă μ0 este cunoscută sub numele de constanta magnetică sau permeabilitatea vidului, și are valoarea μ0 = 4π×10−7 N·A−2.

## Valori ale câtorva materiale
| Mediul                   | Susceptibilitate (χm)      | Permeabilitate (μ)        | Câmp magnetic | Frecvența max. |
| ------------------------ | -------------------------- | ------------------------- | ------------- | -------------- |
| Mu-metal                 | 20,000                     | 25,000 × 10-6 H/m         | at 0.002 T    |                |
| Permalloy                | 8000                       | 10,000 × 10-6 H/m         | at 0.002 T    |                |
| Oțel electrotehnic       | 4000                       | 5000 × 10-6 H/m           | at 0.002 T    |                |
| ferită                   |                            | 20-800 × 10-6 H/m         |               | 100kHz ~ 1 MHz |
| ferrite (manganese zinc) |                            | >800 × 10-6 H/m           |               | 100kHz ~ 1 MHz |
| Oțel                     | 700                        | 875 × 10-6 H/m            | at 0.002 T    |                |
| Nichel                   | 100                        | 125 × 10-6 H/m            | at 0.002 T    |                |
| Platină                  | 2.65 × 10−4                | 1.2569701 x10-6 H/m       |               |                |
| Aluminiu                 | 2.22 × 10−5                | 1.2566650 × 10-6 H/m      |               |                |
| Hidrogen                 | 8 × 10−9 or 2.2 × 10−9     | 1.2566371 × 10-6 H/m      |               |                |
| Vid                      | 0                          | 1.2566371 × 10-6 H/m (μ0) |               |                |
| Safir                    | −2.1 × 10−7                | 1.2566368 × 10-6 H/m      |               |                |
| Cupru                    | −6.4 × 10−6 or −9.2 × 10−6 | 1.2566290 × 10-6 H/m      |               |                |
| Apa                      | −8.0 × 10−6                | 1.2566270 × 10-6 H/m      |               |                |